# Eumerus paulae
Eumerus paulae là một loài ruồi trong họ Ruồi giả ong (Syrphidae). Loài này được Hervé-Bazin mô tả khoa học đầu tiên năm 1913. Eumerus paulae phân bố ở vùng Châu Phi